# Orla Perć

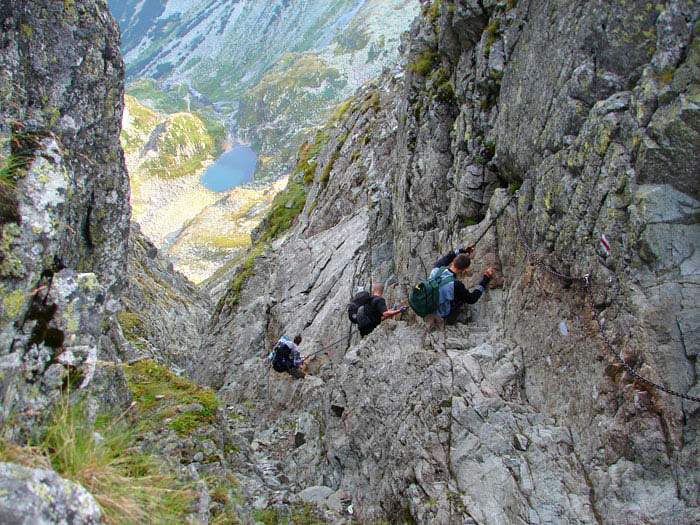
Xuất thân qua The Honoratka Gully

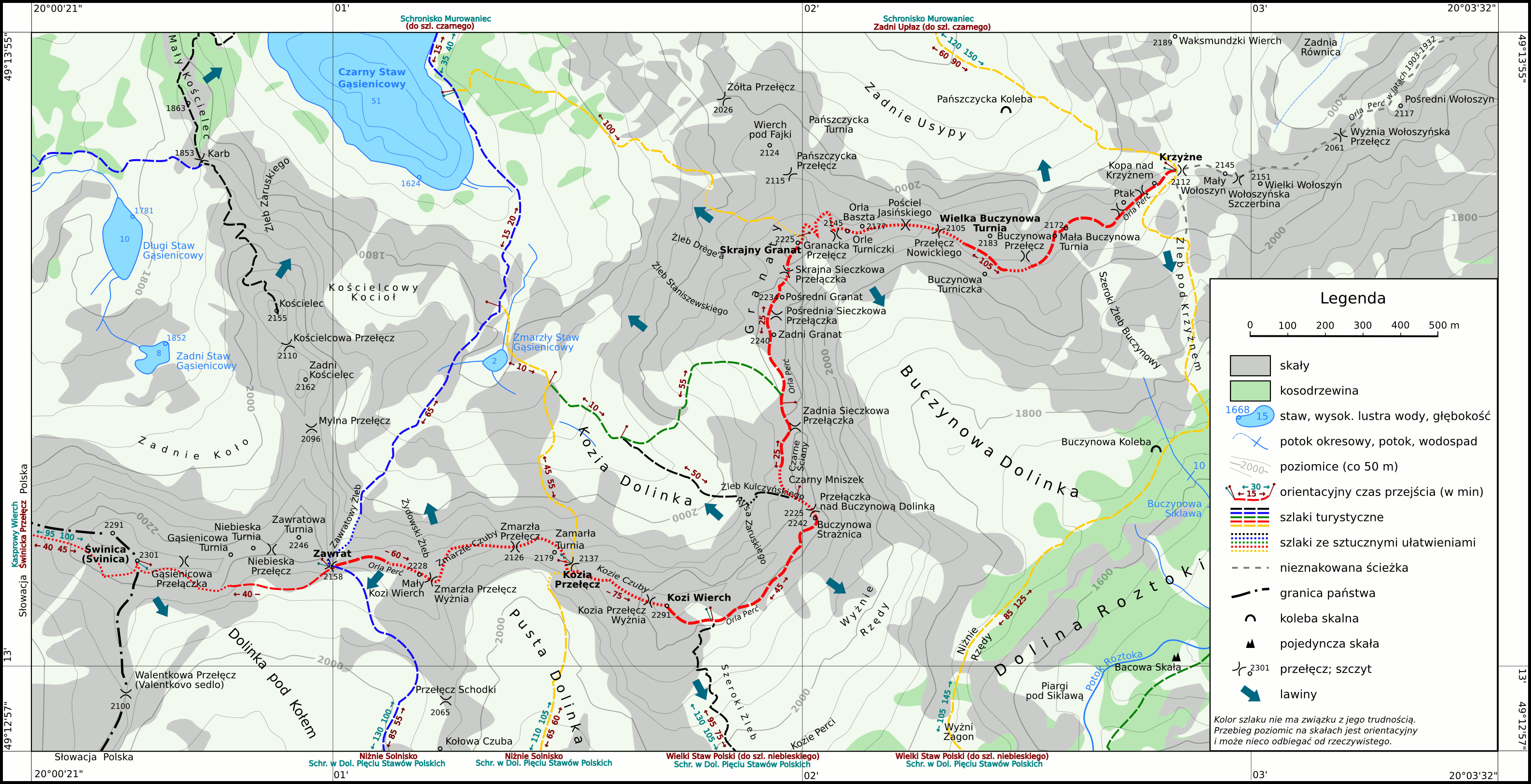
Bản đồ đường dẫn

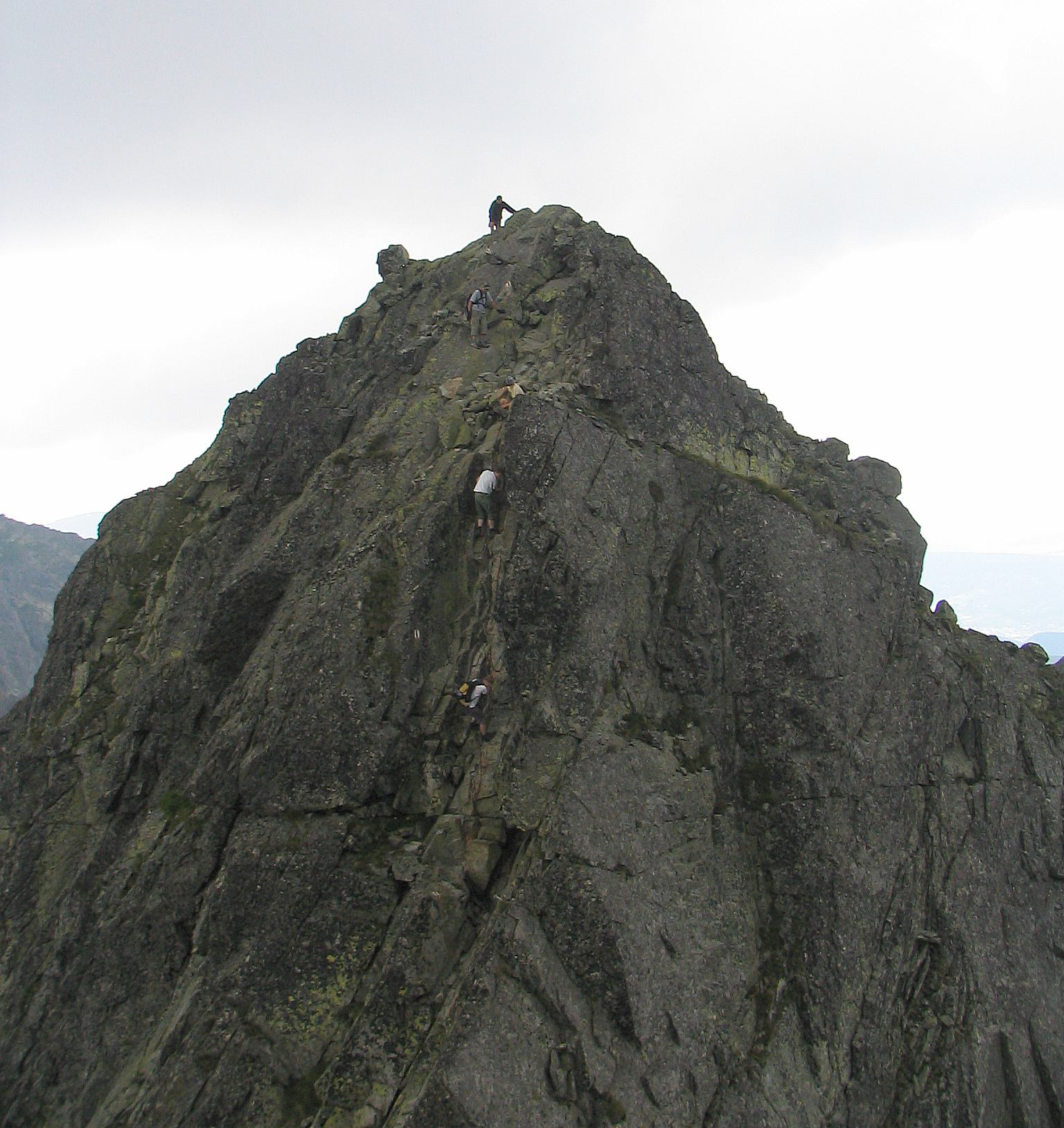
Con đường đi xuống từ Kozie Czuby

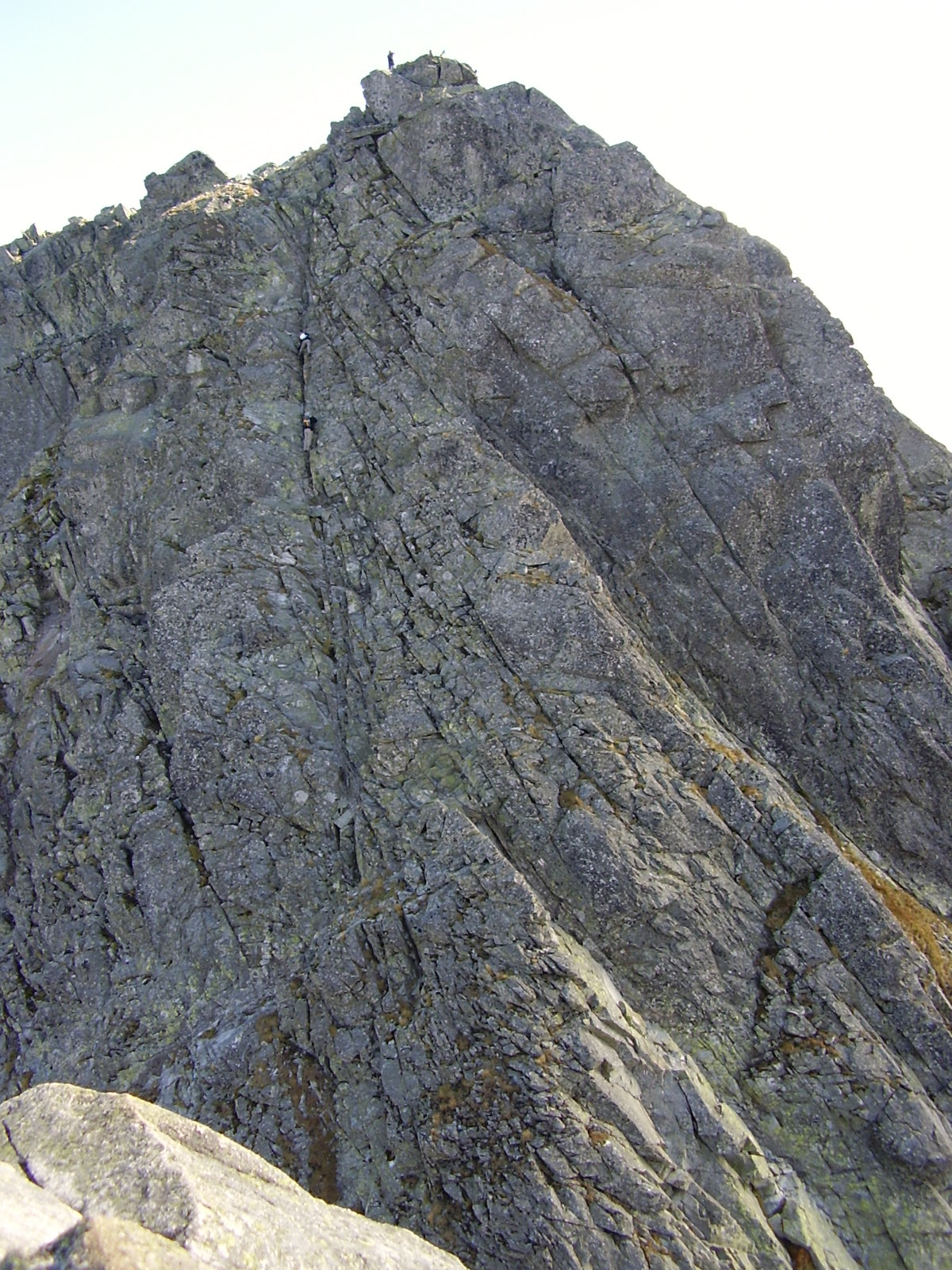
Con đường trên Kozi Wierch

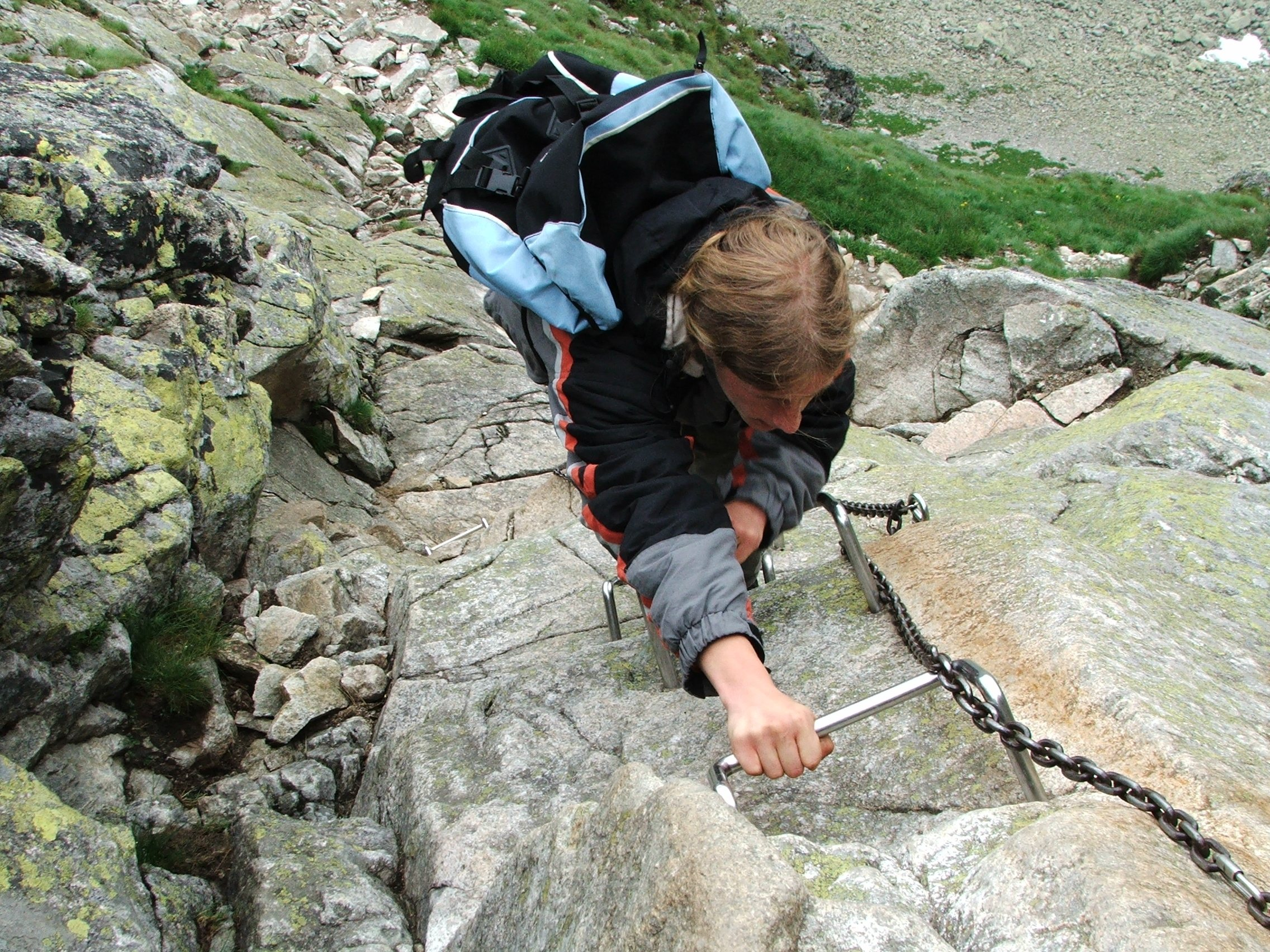
Dụng cụ hỗ trợ leo núi

Orla Perć (tiếng Anh: Eagle's Path) là một con đường du lịch ở dãy núi Tatra ở miền nam Ba Lan. Nó được coi là con đường công cộng khó khăn và nguy hiểm nhất trong khu vực Tatras  và do đó nó là một tuyến đường phù hợp chỉ dành cho những người leo núi có kinh nghiệm. Con đường được đánh dấu bằng các dấu hiệu màu đỏ. Kể từ khi nó được thành lập, ít nhất 112 người đã mất mạng trên tuyến đường.

## Dữ liệu kỹ thuật
Tuyến đường nằm ở trung tâm của High Tatras. Tổng chiều dài của tuyến đường có thể khám phá là 4,5 km. Tổng thời gian đi bộ (mùa hè, tùy thuộc vào điều kiện đường mòn) thay đổi trong khoảng từ 6 đến 8 giờ. Điểm cao nhất là Kozi Wierch tại địa điểm cao 2291 m trên mực nước biển. Con đường bắt đầu từ đèo Zawrat (2159 m trên mực nước biển) và kết thúc ở đèo Krzyżne (2112 m trên mực nước biển), dẫn qua một số đỉnh và vượt qua những đỉnh khác. Con đường lộ ra, chủ yếu dọc theo sườn núi. Nhiều công cụ hỗ trợ cho khách du lịch được cung cấp ở những đoạn dốc và thẳng đứng nhất, bao gồm thang, bệ bước, dây chuyền và bậc thang kim loại. Mặt đất thường xuyên nhất cấu thành chủ yếu là từ đá granit, đá vụn thô và bề mặt không bằng phẳng. Đường dẫn được liên kết với các tuyến đường khác; có tất cả tám nút giao với các lối đi khác, dẫn đến nơi trú ẩn trên núi và nhà gỗ. Đoạn đường từ đèo Zawrat - Kozi Wierch chỉ có một chiều. Đá rơi và tuyết lở có thể dọc theo tuyến đường.

## Lịch sử
Con đường được hình thành vào năm 1901, đứa con tinh thần của Franciszek Nowicki, nhà thơ Ba Lan và một hướng dẫn viên leo núi. Tuyến đường được tài trợ một phần, được xây dựng và đánh dấu bởi Fr. Walenty Gadowski từ năm 1903 đến 1906 với sự trợ giúp của một vài người dân địa phương; tuy nhiên các nút giao và các tuyến phụ trợ khác đã được dẫn và đánh dấu vào năm 1911. Sau nhiều vụ tai nạn nghiêm trọng, vào năm 2006, hướng dẫn viên núi Irena Rubinowska và Piotr Mikucki, một đạo diễn phim, đã đưa ra một lời kêu gọi với chính quyền của Công viên Quốc gia Tatra để tháo gỡ tất cả các dụng cụ leo núi dọc theo con đường và thay đổi nó bằng via ferrata. Lời kêu gọi này đã gặp những phản ứng khác nhau từ các nhóm và vận động viên chuyên nghiệp liên quan đến kinh doanh du lịch. Nó đã được kết luận rằng đây là một dấu vết lịch sử, và sẽ không thay đổi. Vì nhiều vụ tai nạn đã xảy ra khi đi ngược chiều, Ban giám đốc TPN đã đặt quy định giao thông một chiều tại đoạn khó khăn nhất của Orla Perć từ Zawrat đến Kozi Wierch vào tháng 7 năm 2007.